# Pentila multipunctata
Pentila multipunctata är en fjärilsart som beskrevs av Percy I. Lathy 1903. Pentila multipunctata ingår i släktet Pentila och familjen juvelvingar. Inga underarter finns listade i Catalogue of Life.